# 暗色輝椋鳥
暗色輝椋鳥是一種極稀少或已滅絕的椋鳥。牠們是太平洋波納佩的特有種。

## 特徵
暗色輝椋鳥長約19厘米。牠們一般呈深色，下身呈橄欖褐色。頭部較為深褐色，前額呈黑色。翼、臀部及尾巴呈較淡色。喙及腳都呈黑色。雛鳥上身呈淡褐色，其他則像成鳥般。牠們的叫聲像鐘聲。

## 棲息地
暗色輝椋鳥喜歡生活在海拔425米的山區森林內，但在低地及園林亦曾見過牠們的蹤影。最後的標本是在海拔750米的地方採集的。

## 生態及食性
暗色輝椋鳥是留鳥，成對的生活及保有自己的領地。牠們在日間覓食，主要吃花朵、草莓及種子，也會吃昆蟲及蛆。有指牠們是在樹穴中築巢。

## 滅絕
暗色輝椋鳥的完模標本存放在萊頓的國家自然科學博物館。於1930年代初，牠們似乎很普遍。於1930年及1931年的研究隊就採集了達60個標本。存放在夏威夷檀香山比夏博物館的標本是於1948年採集的。1956年是最後有學者見到暗色輝椋鳥的時間，當時採集的兩個標本存放在華盛頓的史密森尼學會，後來卻遺失了。1973年或1974年有未確認的觀察報告，但於1976年、1977年及1983年的研究卻未能發現牠們的蹤影。於1990年，世界自然保護聯盟將牠們列為已經滅絕。但因於1995年發現雌鳥屍體，於2000年牠們被改列為極危物種。
暗色輝椋鳥的衰弱原因不明。與其他鳥類爭奪食物及被獵殺都有一定的影響，失去棲息地及被大家鼠所掠食亦都是原因之一。

## 外部連結
- Rediscovery of the Pohnpei Mountain Starling (Aplonis Pelzelni) (engl.)
- Naturalis - Extinct bird: Aplonis pelzelni (Pohnpei Starling) (engl.)
- Taxonomy - Ponape Mountain Starling (engl.)
- BirdLife Species Factsheet （页面存档备份，存于）
- 暗色輝椋鳥的立體圖